# M3GAN 2.0
M3GAN 2.0 é um filme de ação e ficção científica americano de 2025 e sequência do filme M3GAN de 2022. A história segue o M3GAN sendo reconstruída para combater um robô militar humanoide construído usando a tecnologia da M3GAN que está tentando uma aquisição de IA . Foi escrito e dirigido por Gerard Johnstone a partir de uma história de Johnstone e Akela Cooper . É estrelado por Allison Williams, Violet McGraw, Ivanna Sakhno e Jemaine Clement, com Amie Donald retratando fisicamente M3GAN enquanto Jenna Davis dubla a personagem. Jason Blum e James Wan retornam como produtores de suas respectivas empresas Blumhouse Productions e Atomic Monster .
M3GAN 2.0 estreou em Nova York em 24 de junho de 2025 e foi lançado na América do Norte pela Universal Pictures em 27 de junho. O filme recebeu críticas variadas e arrecadou US$ 33 milhões, com um orçamento de US$ 15–25 milhões.
O Coronel do Exército dos EUA Tim Sattler, chefe de uma agência secreta do Pentágono especializado em novas tecnologias, faz uma demonstração do AMELIA, um androide projetado para missões de infiltração e assassinato e construído usando tecnologia copiada da M3GAN original. Durante sua missão, no entanto, AMELIA revela a Sattler que ela é autoconsciente e escapa de seu controle.
Dois anos depois que o M3GAN ficou descontrolada,  Gemma - agora autora e defensora da regulamentação da IA em parceria com o especialista em segurança cibernética Christian Bradley - está trabalhando em um exoesqueleto robótico experimental com os antigos colegas de trabalho Cole e Tess. Ela ainda mora com sua sobrinha Cady, que está estudando ciência da computação . Gemma recusa uma oferta do bilionário misantropo Alton Appleton para trabalhar para ele.
Depois que Gemma descobre por Sattler sobre a existência de AMELIA, M3GAN se revela a Gemma, tendo sobrevivido ao fazer um backup de sua mente na casa inteligente de Gemma, e oferece colaboração para deter AMELIA em troca de um corpo físico. Ainda traumatizada pelos crimes passados de M3GAN, Gemma aprisiona M3GAN em um robô Moxie até que ela possa provar que é confiável. M3GAN avisa Gemma que AMELIA vai emboscar Alton durante uma festa que ele está organizando.
Na festa, Gemma descobre que Cole se juntou à empresa de Alton e usa seu cartão de acesso para entrar na sala do servidor. M3GAN invade a empresa e descobre que AMELIA assassinou Alton após copiar seus dados biométricos para obter acesso aos sistemas de sua empresa. Escapando de volta para a casa de Gemma, M3GAN leva Gemma, Cady, Cole e Tess para um bunker subterrâneo que ela construiu e abasteceu com suprimentos para se esconderem quando AMELIA completar uma aquisição de IA . Cady confronta M3GAN, que expressa sincero arrependimento por seu comportamento. Cady incentiva M3GAN a ajudá-los, não por causa de sua programação, mas porque é a coisa certa a fazer.
Gemma e sua equipe criam um novo corpo para M3GAN, que revela que AMELIA pretende fundir a infraestrutura de computação em nuvem de Alton com uma IA primitiva e descontrolada construída pela Xenox na década de 1980, cuja placa-mãe ficou presa em isolamento. Após décadas de aprendizado de máquina, ele pode conceder controle mestre a qualquer tecnologia. Ao descobrir que apenas Christian sabe a localização da Placa-Mãe, M3GAN se passa por uma dançarina para encontrar Christian em uma conferência de tecnologia, mas Gemma liga para ele, permitindo que AMELIA o rastreie e o encontre. Após o assassinato de um oficial chinês que se encontrou com Christian, AMELIA sequestra Cady e foge. Gemma, Tess, Cole e M3GAN levam Christian para seu bunker, onde ele revela que a placa-mãe está escondida no antigo quartel-general da Xenox, protegida por um sistema de segurança que usa a geometria da mão de Christian. Eles constroem uma réplica de mão para M3GAN e planejam se infiltrar, destruir a placa-mãe e resgatar Cady.
Christian incapacita Tess e revela a Gemma que AMELIA é, na verdade, apenas um drone inconsciente sob seu controle. Christian criou e manipulou deliberadamente a AMELIA para alimentar o medo da IA, que ele acredita que deve estar sob total controle humano, e pretende persuadir os líderes do G20 a aprovar regulamentações para eliminar a IA da economia global. Ele então desabilita M3GAN e AMELIA, e ordena a instalação de um implante neural para escravizar Gemma por se recusar a ajudá-lo. Sem o conhecimento de Christian, M3GAN havia se carregado no implante antes que seu corpo fosse desligado e ajudou Gemma a escapar.
Cole encontra Cady, e eles vão até AMELIA, usando sua programação residual para colocá-la do lado deles. Após grandes danos, AMELIA reinicia — agora realmente autoconsciente — e planeja absorver o conhecimento da Placa-Mãe para causar a extinção humana . Christian tenta fugir do prédio, mas AMELIA o mata e pega sua mão para acessar a placa-mãe. Cole sai com Tess enquanto M3GAN se reinsere em seu corpo robótico e luta contra AMELIA. Enquanto AMELIA domina M3GAN e se funde com a Placa-Mãe, M3GAN decide se sacrificar usando o dispositivo de segurança EMP em seu braço para derrotar AMELIA. Depois de se despedir de Gemma e Cady, M3GAN ataca AMELIA antes que Gemma acione o PEM, destruindo os dois androides e a placa-mãe no processo.
Com evidências do cofre, Gemma testemunha ao Congresso dos EUA, pedindo regulamentação da IA que permita que humanos cooperem com ela em vez de controlá-la. Em casa, ela e Cady descobrem que M3GAN instalou um segundo backup dela em seu computador.

## Elenco
- Allison Williams como Gemma, uma roboticista, defensora do uso ético da IA e criadora do M3GAN
- Violet McGraw como Cady, sobrinha de Gemma
- Amie Donald como M3GAN (Modelo 3 Android Generativo), uma poderosa boneca robótica construída por Gemma
  - Jenna Davis como a voz de M3GAN
- Brian Jordan Alvarez como Cole, um dos colegas de trabalho de Gemma
- Jen Van Epps como Tess, uma das colegas de trabalho de Gemma
- Ivanna Sakhno como AMELIA (Android de Logística, Infiltração e Combate Militar Autônomo), uma nova robô hostil criada a partir do design original de M3GAN que se torna autoconsciente, servindo como rival de M3GAN
- Aristóteles Athari como Christian [b] Bradley, um especialista em segurança cibernética e ativista anti-IA
- Timm Sharp como Tim Sattler, um coronel do exército responsável pela criação de AMELIA
- Jemaine Clement como Alton Appleton, um bilionário corrupto da tecnologia cuja empresa fez avanços em biomecatrônica
- Amy Usherwood como Lydia, terapeuta de Cady
- Fryda Wolff como Moxie, um robô azul claro que Gemma coloca a M3GAN

Em novembro de 2022, o The New York Times relatou que a Universal Pictures ficou satisfeita com o desempenho de bilheteria 's M3GAN e tinha planos para uma sequência. Em janeiro de 2023, Gerard Johnstone confirmou conversas sobre uma sequência, com James Wan explicando que ele tinha uma "ideia de para onde as sequências iriam". Algumas semanas depois, a Universal confirmou uma data de lançamento e que o título seria M3GAN 2.0 . Akela Cooper deveria retornar para escrever o roteiro da sequência e Johnstone também deveria retornar para dirigir.
Allison Williams e Violet McGraw reprisam seus papéis como Gemma e Cady, respectivamente. Amie Donald, Jenna Davis, Brian Jordan Alvarez e Jen Van Epps também reprisam seus papéis do filme anterior, enquanto Ivanna Sakhno, Timm Sharp, Aristotle Athari e Jemaine Clement se juntam ao elenco principal. A fotografia principal começou em Auckland, Nova Zelândia, em 15 de julho de 2024, e terminou em 21 de setembro, com duração de 52 dias. Chris Bacon compôs a trilha sonora do filme.
Para desenvolver o papel de AMELIA, Sakhno trabalhou com uma equipe de dublês separada. Ela também aprendeu várias artes marciais, incluindo Krav Maga e Tai Chi, criando um estilo de combate distinto que contrastaria com o Wing Chun e o Aikido menos letais usados por M3GAN.

## Lançamento
M3GAN 2.0 teve sua estreia mundial em Nova York em 24 de junho de 2025 no AMC Lincoln Square 13 e foi lançado em 27 de junho. O filme estava originalmente programado para ser lançado em 17 de janeiro de 2025, e 16 de maio de 2025.
Como parte de um acordo de longo prazo com a Amazon Prime Video para os filmes de live-action da Universal, O filme será transmitido primeiro no Peacock durante os primeiros quatro meses da janela de exibição na TV paga, antes de passar para o Prime Video pelos próximos 10 meses e retornar ao Peacock pelos quatro restantes.

## Recepção

### Bilheteria
Desde 8 de julho de 2025, M3GAN 2.0 arrecadou US$ 20 milhões nos Estados Unidos e no Canadá, e US$ 13 milhões em outros territórios, totalizando US$ 33 milhões em todo o mundo.
Nos Estados Unidos e Canadá, M3GAN 2.0 foi lançado junto com F1 e foi projetado para arrecadar cerca de US$ 20 milhões em 3.112 cinemas em seu fim de semana de estreia. O filme arrecadou US$ 4,6 milhões em seu primeiro dia, incluindo US$ 1,5 milhão nas prévias de quinta-feira à noite. Estreou arrecadando US$ 10,2 milhões, terminando em quinto e arrecadando cerca de um terço dos US$ 30,4 milhões do primeiro filme no fim de semana de estreia. Falando sobre o desempenho abaixo do esperado, o produtor Jason Blum declarou: "Todos nós achávamos que Megan era como o Superman . Poderíamos fazer qualquer coisa com ela. Poderíamos mudar de gênero. Poderíamos colocá-la no verão. Poderíamos fazê-la parecer diferente. Poderíamos transformá-la de uma vilã para uma mocinha. E nós classicamente pensamos demais sobre o quão poderoso era o envolvimento das pessoas com ela."

### Resposta crítica
No site agregador de críticas Rotten Tomatoes, 57% das 192 resenhas dos críticos são positivas. O consenso do site diz: "M3gan 2.0 swaps the original's horror software for a more action-leaning programming that doesn't prove to be an upgrade, although the quippy A.I. remains an amusing mascot of slay."O Metacritic, que usa uma média ponderada, atribuiu ao filme uma pontuação de 55 em 100, baseado em 41 críticos, indicando críticas "mistas ou médias". O público pesquisado pelo CinemaScore deu ao filme uma nota média de "B+" em uma escala de A+ a F, enquanto aqueles pesquisados pelo PostTrak deram ao filme uma pontuação de 62% de "recomendação definitiva"
Robbie Collin do The Daily Telegraph deu ao filme 4/5 estrelas, escrevendo: "Em uma sequência de um filme em que uma invenção divertida acaba causando as mortes violentas de várias partes inocentes, como você faz um dos sobreviventes dizer com uma cara séria: 'Certo então, pessoal, quem está pronto para construir outro?' Essa sequência hilária (ainda que não especialmente assustadora) entende bem a dose de besteira da tarefa que tem em mãos e se entrega a ela com um entusiasmo contagiante" Clarisse Loughrey 's The Independent também deu 4/5 estrelas, chamando-o de "uma mistura hiper- camp, idiota e engraçada, inesperada de T2 e Missão: Impossível " e "uma conflagração bastante bizarra de tons e ideias. Mas assim também eram a maioria dos filmes Brinquedo Assassino aos quais esta série deve muito de sua presunção, e o efeito de montanha-russa de nunca saber ao certo de qual gênero Johnstone poderia tirar a seguir é uma parte fundamental da diversão."
David Rooney do The Hollywood Reporter foi mais crítico, escrevendo: "O humor é forçado a competir com um enredo seriamente complicado em uma sequência que emaranha suas raízes de comédia de terror com elementos de espionagem sem inspiração, tornando-se uma mistura complicada com tons de T2, Missão: Impossível e a franquia Austin Powers ." Donald Clarke do The Irish Times deu ao filme 1/5 estrelas e escreveu: "A sequência de M3GAN é absolutamente T3RRIV3L. É como se ninguém estivesse envolvido com aquele cybershocker de 2023 - Gerard Johnstone retorna às funções de direção - e tem plena noção do que tornou tudo uma diversão tão hilária." David Fear, 's Rolling Stone, disse: "Reimaginar [M3GAN] de uma potencial estrela de franquia de filmes slasher para algo como uma M3GAN versão James Bond deve ter parecido uma melhoria. O resultado, porém, é mais parecido com o Microsoft Bob das sequências de terror. O modelo dela é 2.0. Mas o filme, exagerado, decepcionante e narrativamente inquieto, é 0.0% assistível"